# 榮町車站 (嘉義市)
榮町車站（榮町驛），是位於台灣嘉義市榮町一座已廢除的阿里山森林鐵路阿里山線之鐵路車站。

## 利用狀況
- 1067路線由嘉義站通至本站，用與762路線的貨列交換貨物之用[1]（p. 57）[2]。
- 目前已廢除。

## 車站週邊
- 營林所嘉義製材所
- 嘉義市公會堂（現中正公園）

## 歷史
- 1933年5月21日：設立「榮町驛」[3]。
- 1944年4月1日：廢止[2]。

## 來源資料
1. ↑  盧思岳、許乃懿. . 嘉義市文化局. 2007-11-30  [2019-03-31]. （原始内容存档于2012-05-16）.
2. 1 2  符宏仁建築師事務所. . 嘉義市政府. 2000-10: 頁27  [2019-03-31]. ISBN 957-02-6590-6. （原始内容存档于2019-06-08）. 國家圖書館
3. ↑  （日語）鐵道省. . 1937-12-28: 頁526  [2019-04-16]. （原始内容存档于2019-06-08）. 國立國會圖書館